# Graphania pachyscia
Graphania pachyscia är en fjärilsart som beskrevs av Edward Meyrick 1907. Graphania pachyscia ingår i släktet Graphania och familjen nattflyn. Inga underarter finns listade i Catalogue of Life.